# Rabobank Continental Team/2011
Hieronder volgt een overzicht van de samenstelling van het Rabobank Continental Team in  2011. Achter de betreffende renner is - voor zover bekend - de ploeg van het voorgaande jaar aangegeven. Opvallend ten opzichte van het voorgaande jaar is - wederom - een groot aantal nieuwkomers uit andere ploegen. 

## Renners
| Naam               | Geboortedatum | Nationaliteit | Vorige ploeg           |
| ------------------ | ------------- | ------------- | ---------------------- |
| Jesper Asselman    | 12-03-1990    | Nederland     | Van Vliet - EBH Elshof |
| Dylan van Baarle   | 21-05-1992    | Nederland     |                        |
| Jetse Bol          | 08-09-1989    | Nederland     | Rabo CT                |
| Melvin Boskamp     | 30-10-1990    | Nederland     |                        |
| Jasper Bovenhuis   | 27-07-1991    | Nederland     | Rabo CT                |
| Rohan Dennis       | 28-05-1990    | Australië     | Team Jayco - Skins     |
| Tom Dumoulin       | 11-11-1990    | Nederland     | Limburg Park Rooding   |
| Marc Goos          | 30-11-1990    | Nederland     | Cyclingteam Jo Piels   |
| Moreno Hofland     | 31-08-1991    | Nederland     | Rabo CT                |
| Wilco Kelderman    | 25-03-1991    | Nederland     | Rabo CT                |
| Wesley Kreder      | 04-11-1990    | Nederland     | Rabo CT                |
| Nick van der Lijke | 23-09-1991    | Nederland     | Rabo CT                |
| Barry Markus       | 17-07-1991    | Nederland     | Rabo CT                |
| Daan Olivier       | 24-11-1992    | Nederland     |                        |
| Oscar Riesebeek    | 23-12-1992    | Nederland     |                        |
| Ramon Sinkeldam    | 09-02-1989    | Nederland     | Rabo CT                |

## Belangrijke overwinningen
| Ronde van Bretagne 1e etappe: Jetse Bol 3e etappe: Jetse Bol Olympia's Tour 1e etappe: Jetse Bol 5e etappe: Jetse Bol Eindklassement: Jetse Bol Puntenklassement: Jetse Bol Bergklassement: Jetse Bol Parijs-Roubaix voor Beloften Ramon Sinkeldam Nederlands Kampioenschap -23 Ramon Sinkeldam | Le Triptyque des Monts et Châteaux Eindklassement: Tom Dumoulin Ronde van Noorwegen Eindklassement: Wilco Kelderman Ronde van Thüringen 5e etappe: Wilco Kelderman 6e etappe: Wilco Kelderman Eindklassement: Wilco Kelderman Ster van Zwolle Barry Markus | Ronde van de Ain Proloog: Wilco Kelderman Ronde van de Toekomst 2e etappe: Moreno Hofland |